# Melksteeg
Melksteeg is een natuurgebied op de Utrechtse Heuvelrug op de grens van Soest en Amersfoort in de Nederlandse provincie Utrecht.
Het 19 hectare grote gebied verbindt als ecologische schakel de natuurgebieden van de Utrechtse Heuvelrug met de natuurzone langs de Eem en Landgoed Coelhorst. De nieuwe natuur van 19 hectare zal bestaan uit een mix van bospercelen, bloemrijke graslanden en plasdrasstroken. 
De eerste fase werd in maart 2023 afgesloten met de omvorming van 4 hectare agrarisch gebied in voornamelijk bos. Er werden inheemse bomen aangeplant. Op enkele plekken zijn vondsten gedaan uit de steentijd, het late neolithicum en restanten van een veldhospitaal uit de Tweede Wereldoorlog. Deze archeologische vindplaatsen zijn opgehoogd en ingezaaid met bloemenmengsel. In maart 2025 werd de tweede fase afgerond. Daarbij werd 15 hectare agrarisch gebied in de omgeving van de A.P. Hilhorstweg en Peter van den Bremerweg in Soest omgezet naar natuurgebied. 

## Bos- en natuurcompensatie
De aanleg van het natuurgebied vormde een compensatie voor de gekapte bomen aan de westzijde van Amersfoort en de reconstructie van knooppunt Hoevelaken. Daartoe verkocht de gemeente Amersfoort in 2022 de benodigde 19 hectare agrarische grond aan de gemeente Soest. De werkzaamheden werden uitgevoerd door de gemeente Amersfoort. Na de verkoop aan Soest werd die gemeente eigenaar en beheerder van het natuurgebied.

## Naam
De Melksteeg was een oud pad in Amersfoort dat in het verlengde lag van de Middelhoefseweg naar boerderij Middelhoef. De Melksteeg werd tijdens de zomermaanden door boeren van de hoger gelegen Birkt gebruikt om naar hun melkvee in de lager gelegen polder te gaan. Na een vroegere grenswijziging met de gemeente Soest en werd de naam Melksteeg gewijzigd in A.P. Hilhorstweg. Melksteeg verwijst waarschijnlijk naar het toegangspad naar de plaats waar koeien werden gemolken.

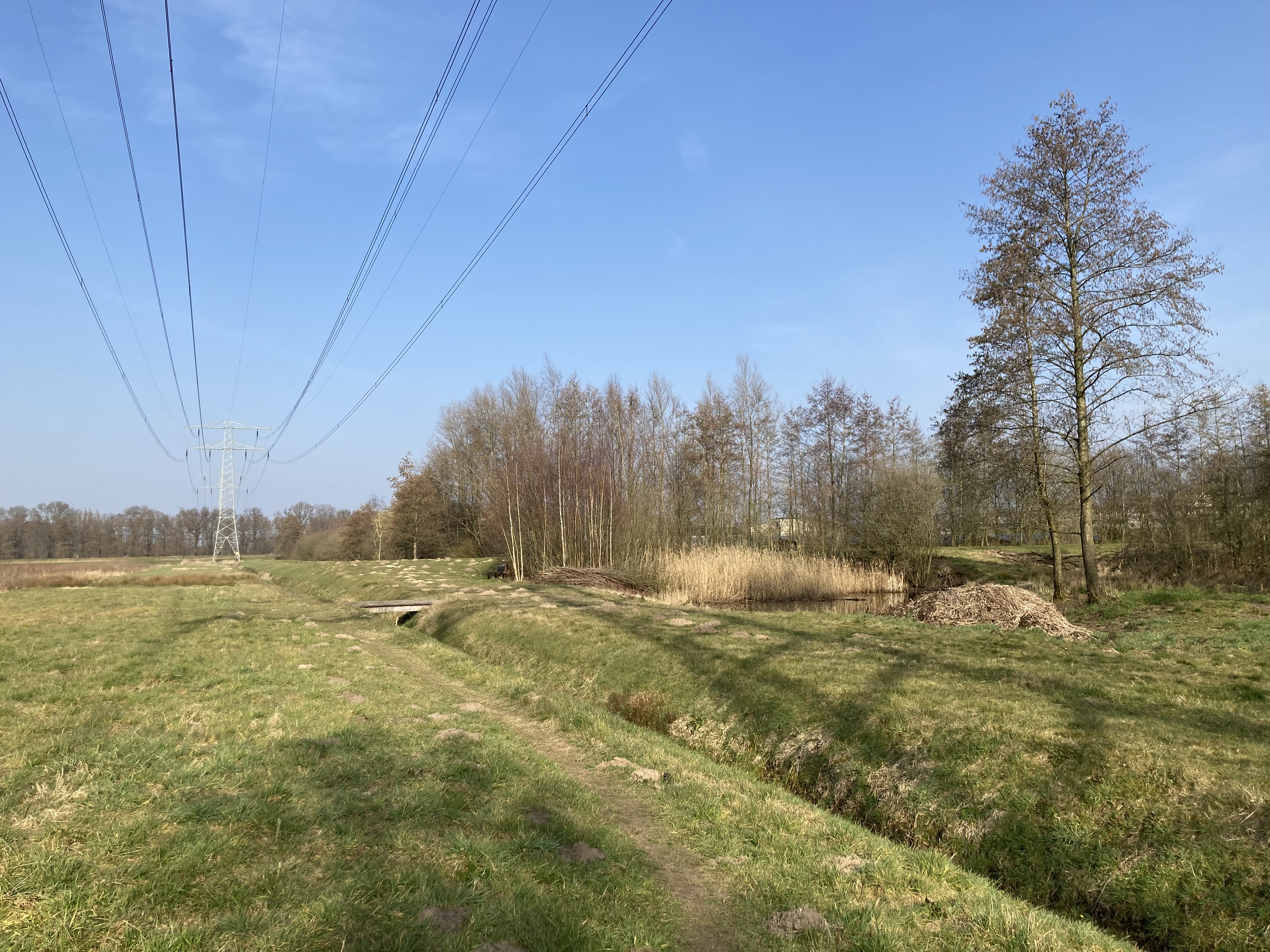
Vanaf de A.P. Hilhorstweg
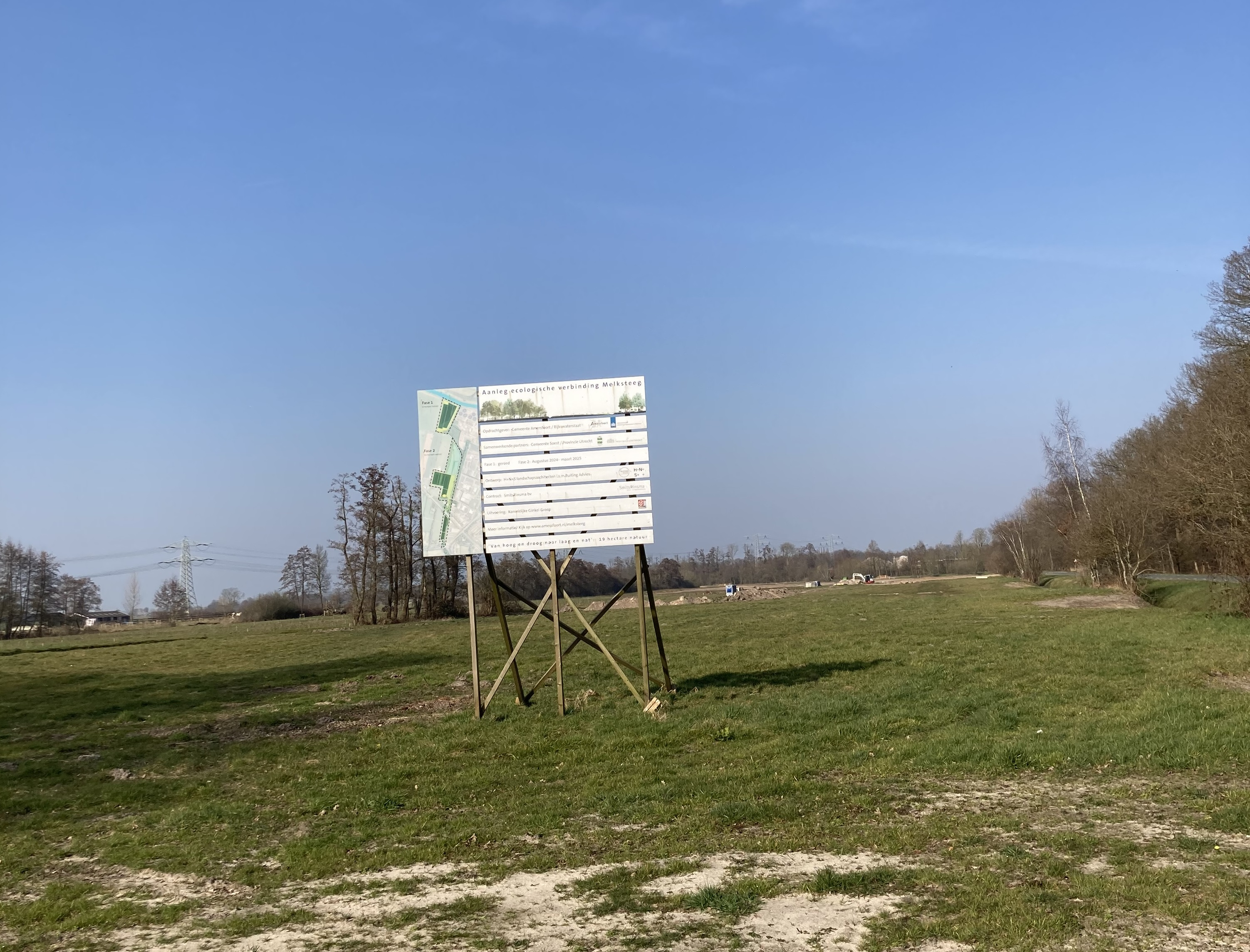
Vanaf de P. van den Breemerweg